# Josef Macek (politik ČSL)
Josef Macek (* 31. ledna 1949) byl český a československý právník, politik Československé strany lidové a poslanec Sněmovny lidu Federálního shromáždění po sametové revoluci.

## Biografie
Profesně je k roku 1990 uváděn jako podnikový právník, bytem Jablonec nad Nisou.
V lednu 1990 zasedl v rámci procesu kooptací do Federálního shromáždění po sametové revoluci do Sněmovny lidu (volební obvod č. 54 – Česká Lípa, Severočeský kraj) za ČSL. Od 28. března 1990 byl předsedou komise Federálního shromáždění pro dohled nad odsunem sovětských vojsk z Československa. Ve Federálním shromáždění setrval do konce funkčního období, tedy do svobodných voleb roku 1990.